# Эсонкулов, Джавохир
Джавохир Эсонкулов (узб. Javohir Esonqulov; 20 апреля 1997 года, Сурхандарьинская область, Узбекистан) — узбекистанский футболист, выступающий на позиции нападающего. С 2015 года член ташкентского «Бунёдкора», с 2016 года выступает на правах аренды за бекабадский «Металлург».

## Биография и карьера
Джавохир Эсонкулов родился 20 апреля 1997 года в Сурхандарьинской области Узбекистана. В 8 лет переехал с семьей в Россию, в город Саратов. В 10 лет начал заниматься футболом в саратовском «Соколе», до 2013 года играл в молодёжной команде данного клуба. Первый тренер — Сергей Александрович Подметалин.
В 2013 году Джавохир Эсонкулов вернулся в Узбекистан и был на просмотре в зарафшанском «Кызылкуме» но не был взят в клуб. После этого в течение 3 месяцев участвовал в тренировках и сборах каршинского «Насафа» но и на этот раз не был взят в команду. После неудачи в каршинском клубе, Джавохир вернулся в Сурхандарью и тренировался индивидуально, временами играя в футбол в составе махаллинских команд. В 2014 году стал членом ташкентского «Бунёдкора». Сначала играл в клубе «Бунёдкор-2», позднее в молодёжной команде «ласточек». В начале 2016 года был отдан в аренду в бекабадский «Металлург».
В 2015 году участвовал в сборах молодёжной сборной Узбекистана, но пока не сыграл ни одного матча.